# Amphiesma monticola
Amphiesma monticola là một loài rắn trong họ Colubridae. Loài này được Jerdon mô tả khoa học đầu tiên năm 1853.

## Hình ảnh

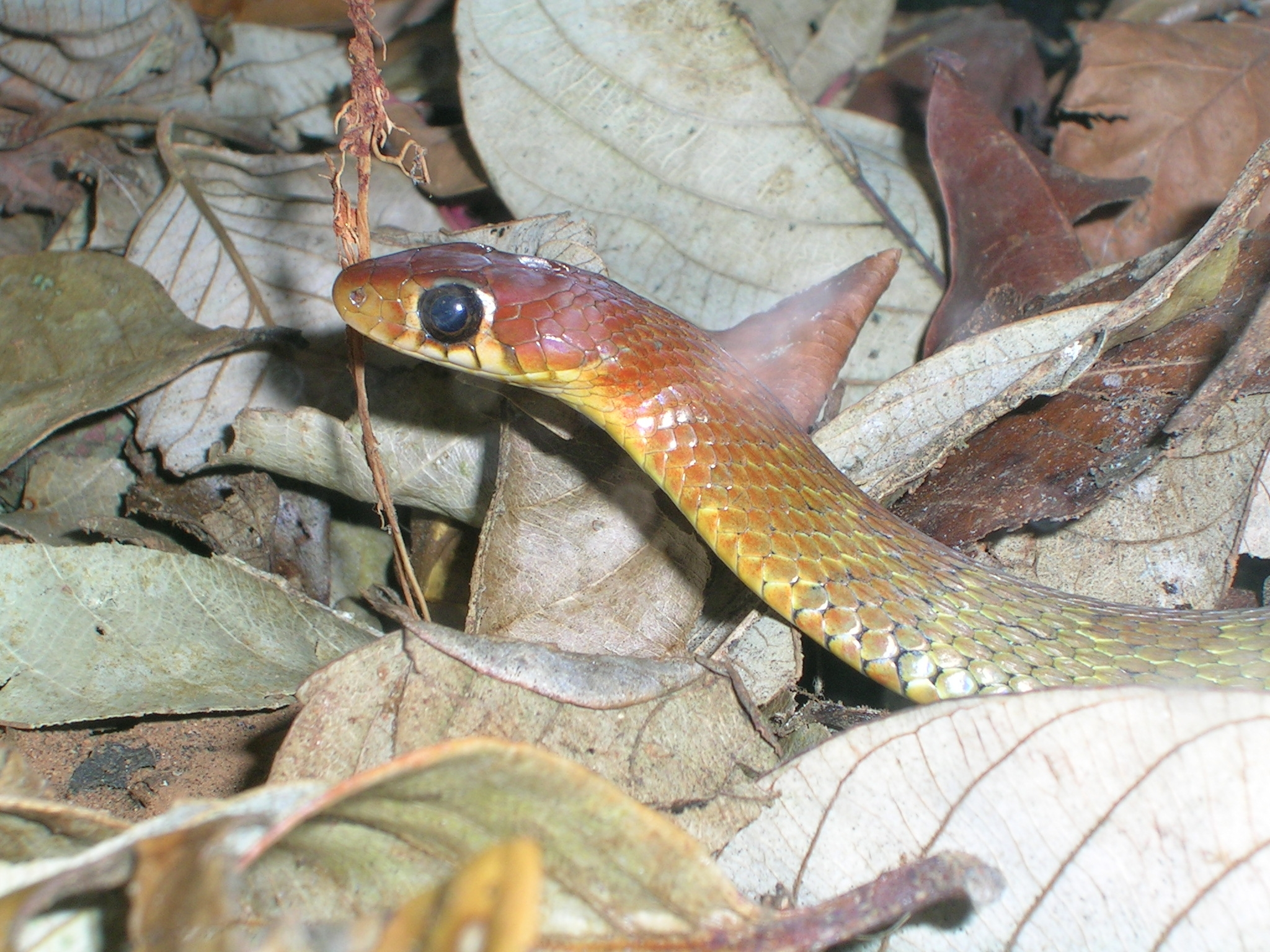